# San José (Jujuy)
San José es una pequeña localidad del departamento Yavi, en la Provincia de Jujuy, Argentina.

## Población
Cuenta con tan solo 43 habitantes (Indec, 2001) en su planta urbana, a la que se le adiciona los 207 habitantes de la vecina localidad de Yavi, lo que representa un descenso del 8,7 % frente a los 250 habitantes (Indec, 1991) del censo anterior.
- Datos: Q7414510